# Ettingen
Ettingen é uma comuna da Suíça, situada no distrito de Arlesheim, no cantão de Basileia-Campo. Tem 6,35 km² de área e sua população em 2018 foi estimada em 5.264 habitantes.